# IC 134
IC 134 — галактика типу * (зірка) у сузір'ї Трикутник.
Цей об'єкт міститься в оригінальній редакції індексного каталогу.